# Automobile Explosion
Automobile Explosion è un cortometraggio muto del 1903. Il nome del regista non viene riportato nei credit del film che è conosciuto anche con il titolo The Finish of an Auto.

## Produzione
Il film fu prodotto dalla Hepworth.

## Distribuzione
Distribuito dalla Hepworth, il film - un cortometraggio della lunghezza di 15,24 metri - uscì nelle sale cinematografiche britanniche. Il 21 novembre 1903, l'American Mutoscope & Biograph lo distribuì anche negli Stati Uniti. Ne venne fatta un'ulteriore uscita per il mercato americano nel 1905 dalla Kleine Optical Company.
Non si hanno altre notizie del film che si ritiene perduto, forse distrutto nel 1924 quando il produttore Cecil M. Hepworth, ormai fallito, cercò di recuperare l'argento del nitrato fondendo le pellicole.